# Porites sverdrupi
Porites sverdrupi là một loài san hô trong họ Poritidae. Loài này được Durham mô tả khoa học năm 1947.